# 343.
◄ | 3. stoljeće | 4. stoljeće | 5. stoljeće | ►
◄ | 310-ih | 320-ih | 330-ih | 340-ih | 350-ih | 360-ih | 370-ih | ►
◄◄ | ◄ | 340. | 341. | 342. | 343. | 344. | 345. | 346. | ► | ►►
Astronomija • Književnost • Kršćanstvo

## Smrti
- 6. prosinca – Sveti Nikola (* 270.)

## Vanjske poveznice
|  | Zajednički poslužitelj ima još gradiva o temi 343. |